# Steinpappe

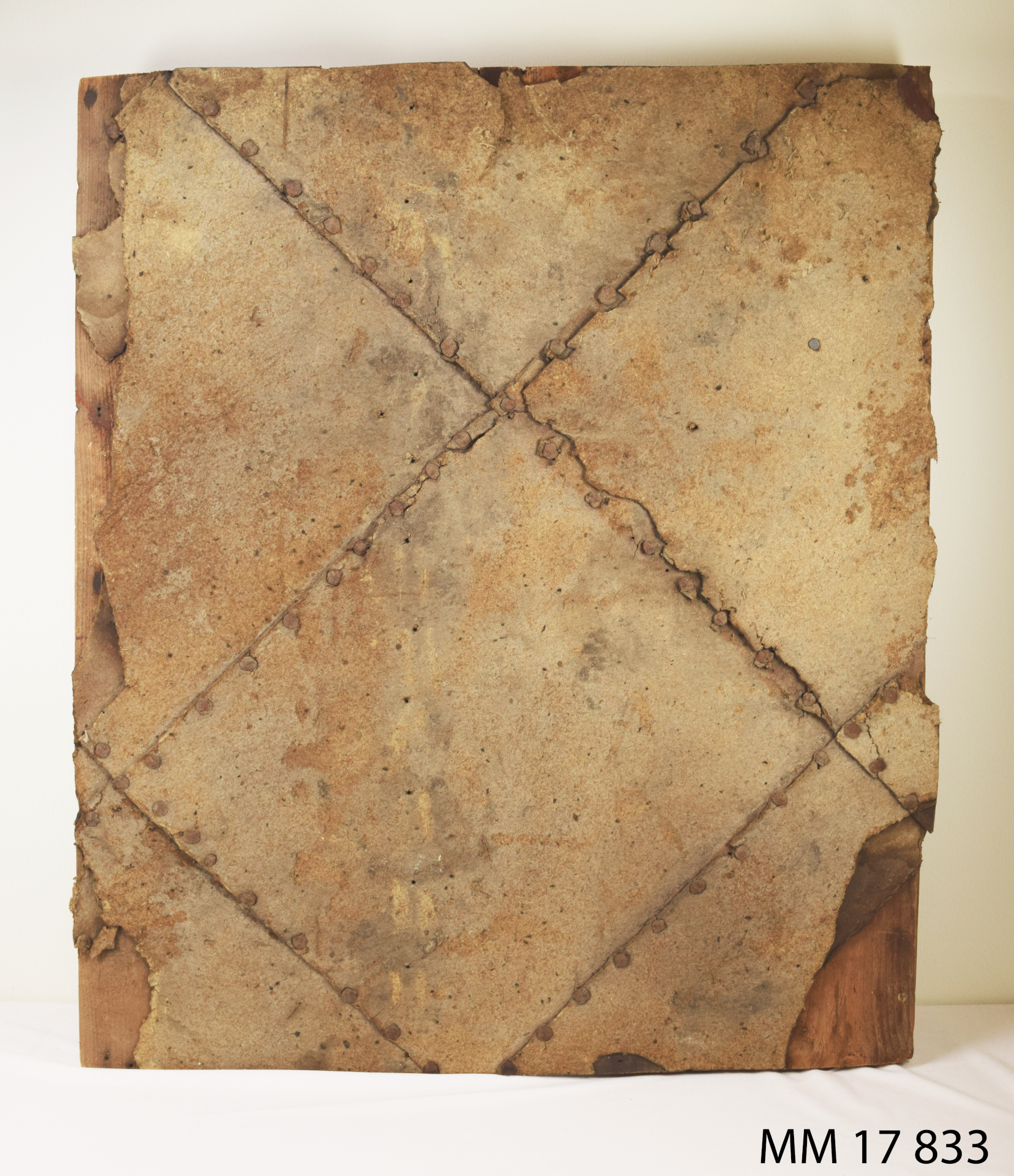
Erfindung von Arvid Faxe Steinpapier – Dachpappe; Wasser- und Feuerresistent 1785

Steinpappe ist eine Art Pappmaché bzw. Papiermaché, einer Masse aus aufgeweichtem und zerkleinertem Papier, vermischt mit Leim und Wasser und versetzt mit Ton, Sand, Kreide, manchmal auch mit Leinöl. Die Besonderheit besteht im sehr hohen Anteil von Schlämmkreide, der eine höhere Festigkeit des Materials bewirkt.

## Geschichte, Anwendung, Herstellung
Unterschieden werden zwei Arten dieses Materials: 
- 1. Steinpapier, eine von Martin Gropius in Berlin erfundene Masse aus Sand und Papier (und Wasser), das wegen seiner guten Formbarkeit und Stabilität zur Modellierung von Figuren und Ornamenten sowie zur Dekoration von Decken und Wänden eingesetzt wurde. Mit einem farbigen Anstrich einschließlich einem metallischen Aussehen konnten auch Dinge versehen werden, die von echten Metallteilen oder Steinen kaum zu unterscheiden waren bzw. sind.[1]

- 2. Dachpappe, die von dem Schweden Arvid Faxe 1785 als Dachdeckmaterial angewendet wurde.[2] Die Masse bestand aus gebranntem Kalk und Eisenerz, das in fein gemahlenem Zustand mit einer gewissen Menge tierischen Öls (wahrscheinlich Heringsöl) und Kupfervitriol oder Eisenvitriol vermischt und Anteile von Papiermasse oder Lumpen-Zellstoff enthielt, um leichte feuer- bzw. witterungsbeständige Eindeckungen für Hausdächer und Fassaden herzustellen.

Später 1835 z. B. beim preußischen Erfinder, Regierungsbauinspektor und Architekt Salomo Sachs kamen Dachdeckungen aus Papier, Pech und Teer für Flachdächer zur Ausführung.
Die Herstellung der Steinpappen als Dachmaterial erfolgte in Fabriken, wo Lumpenpappen (Pappdeckel) in Steinkohlenteer kurze Zeit gekocht wurden. Die abgetropften Pappenbahnen wurden getrocknet und dann in Flächenstücken oder Rollenform gebracht. Der Anwender konnte diese Steinpappe dann auf dem Haus als Deckschicht auf Schalbrettern aufnageln. – Aus den so aufbereiteten Pappen wurden gelegentlich auch Gas- und Wasserleitungsröhren hergestellt.
Die Steinpappe diente außerdem zur Formung von Puppenköpfen oder als Schreibtafel.